# Jumpman (logo)
 (mai 2019).
Si vous disposez d'ouvrages ou d'articles de référence ou si vous connaissez des sites web de qualité traitant du thème abordé ici, merci de compléter l'article en donnant les références utiles à sa vérifiabilité et en les liant à la section « Notes et références ».

Le logo Jumpman de Michael Jordan au Bulls de Chicago

Le Jumpman est le logo de la marque Air Jordan créé en 1993 avec Nike pour la Air Jordan VII.
Il est l'œuvre du designer Peter Moore.